# هری جروم
هنری وینستون جروم (انگلیسی: Henry Winston Jerome؛ زاده: ۳۰ سپتامبر ۱۹۴۰ – درگذشت: ۷ دسامبر ۱۹۸۲) معروف به هری جروم انگلیسی: Harry Jerome، یک آموزگار و دونده دو و میدانی اهل کانادا بود که در بازی‌های المپیک، بازی‌های امپراتوری انگلیس و کشورهای همسود و بازی‌های پان امریکن در دهه ۱۹۶۰ به رقابت پرداخت.

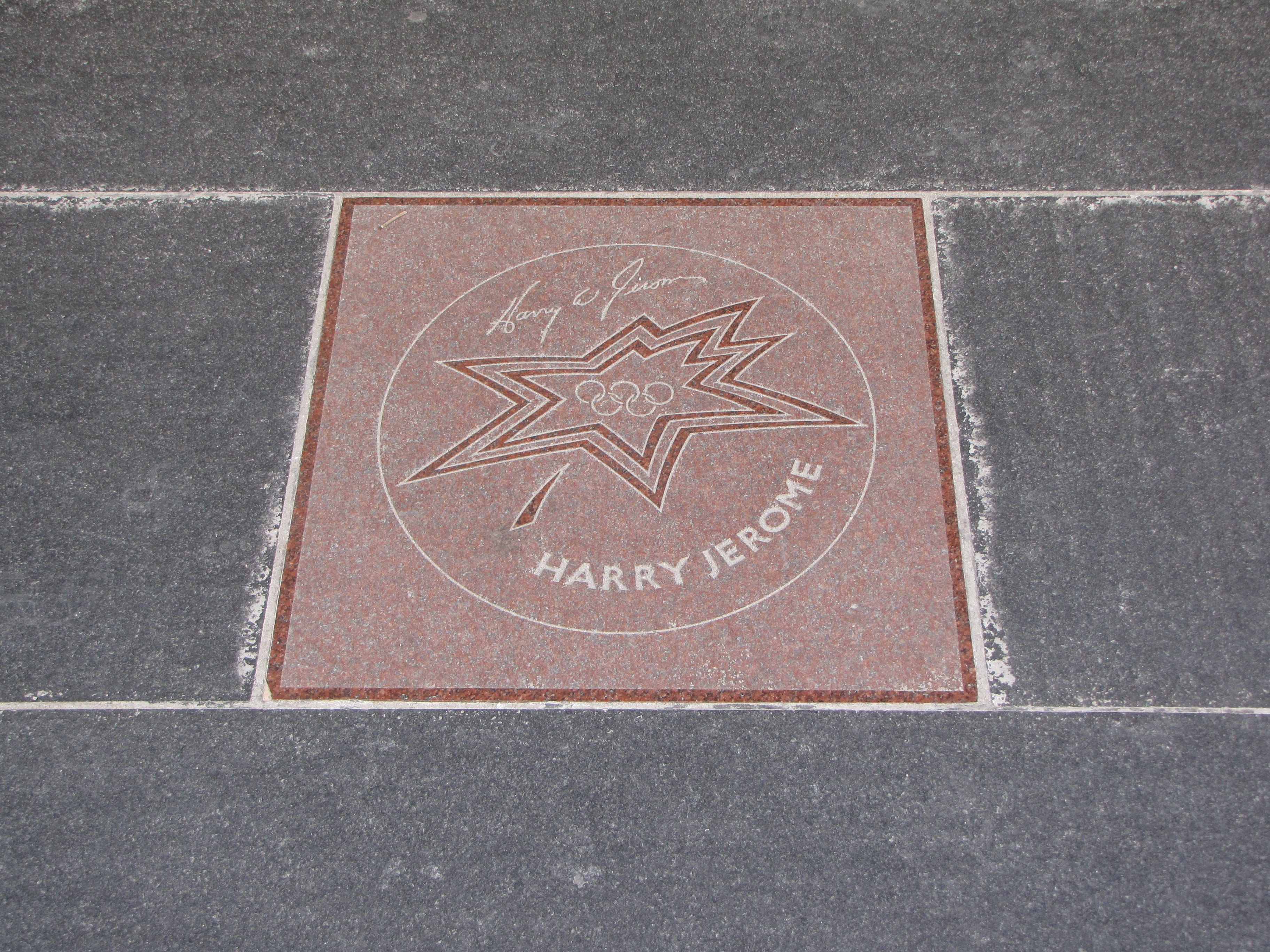
ستارهٔ هری جروم در پیاده‌روی مشاهیر کانادا در در تورنتو

جروم فرزند هری وینسنت جروم و السی الن هوارد بود و در پرنس آلبرت، ساسکاچوان متولد شد. او در ۱۲ سالگی به ونکوور شمالی، بریتیش کلمبیا نقل مکان کرد. پدربزرگش جان هوارد، یک باربر ایستگاه راه‌آهن بود که به‌عنوان نماینده کانادا در بازی‌های المپیک تابستانی ۱۹۱۲ شرکت کرد. خواهرش والری جروم نیز در المپیک تابستانی ۱۹۶۰ در رم برای کانادا به رقابت پرداخت.
وی در مسابقات کشوری و بین‌المللی در مجموع برندهٔ ۲ مدال طلا، ۱ مدال برنز شد.

## دستاوردها
- رکورد جهانی ۱۹۶۰ ۱۰۰ متر: ۱۰٫۰ (مشابه رکورد آرمین هری)
- بازیهای المپیک ۱۹۶۰ ۱۰۰ متر عضو تیم کانادا
- رکورد جهانی ۱۹۶۱ ۱۰۰ یارد: ۹٫۳
- ۱۹۶۲ رکورد جهانی ۱۰۰ یارد: ۹٫۲
- ۱۹۶۳ رکورد جهانی ۶۰ یارد سالنی: ۶٫۰
- المپیک تابستانی ۱۹۶۴ ۱۰۰ متر: ۳/۱۰/۲۰۰ متر: ۴/۲۰/۲۰
- رکورد جهانی ۱۹۶۶ ۱۰۰ یارد: ۹٫۱
- ۱۹۶۶ بازی‌های مشترک‌المنافع ۱۰۰ سال: اول ۹٫۴
- ۱۹۶۷ بازیهای آمریکایی پان ۱۰۰ متر اول ۱۰٫۲
- المپیک تابستانی ۱۹۶۸ ۱۰۰ متر: ۷–۱۰